# Кожевниково (Палехский район)
Коже́вниково — опустевшая деревня в составе Сакулинского сельского поселения Палехского района Ивановской области России.

## География
Деревня находится на юго-востоке Палехского района, в 13,2 км к юго-востоку от Палеха (34,7 км по дорогам).

## Население
| 1859 | 1905 | 2010 |
| ---- | ---- | ---- |
| 185  | ↘115 | ↘0   |